# Carenno
Carenno là một đô thị trong tỉnh Lecco, trong vùng Lombardia của Ý, cự ly khoảng 45 km về phía đông bắc của Milan và khoảng 8 km về phía đông nam của Lecco. Tại thời điểm ngày 31 tháng 12 năm 2004, đô thị này có dân số 1.476 người và diện tích là 7,9 km².
Carenno giáp các đô thị: Calolziocorte, Costa Valle Imagna, Erve, Torre de' Busi, Valsecca.